# Papa Honoriu I
Papa Honoriu I (n. 585 d.Hr., Campania, Italia – d. 12 octombrie 638 d.Hr., Roma, Imperiul Roman de Răsărit) a fost papă al Romei din 3 noiembrie 625 până în 12 octombrie 638.
Numele lui înseamnă „cel Onorific”. Se spune că în timpul pontificatului său ar fi avut loc o activitate intensă de misionare. La fel, se pare că din timpul lui se trage sărbătoarea Ridicării Sfintei Cruci.
Pentru poziția lui permisivă față de monoteleți (era de aceeași părere ca Împăratul Herakleios), al III-lea Conciliu de  la Constantinopol l-a pedepsit la 40 de ani după decesul lui cu anatema. În cadrul ședinței din data de 28 martie 682 monoteletismul a fost condamnat ca o convingere eretică. Apoi a mai fost confirmată de diferiți papi, printre care și Leon al II-lea.
Anatema de atunci a fost un argument principal împotriva Dogmei Infaibilității papilor (vezi Conciliul Vatican I  din 1870).